# George Marton
George Marton, geboren als Georg Marton (* 3. Juni 1899 in Budapest, Österreich-Ungarn; † 13. April 1979 in West Hollywood, Vereinigte Staaten) war ein ungarisch-amerikanischer Schriftsteller, Verleger, Filmagent und Filmproduzent.

## Leben und Wirken
Der gebürtige Budapester Georg Marton betrieb bis 1933 in Berlin eine eigene Agentur, mit der er Literaten und Filmkünstler betreute. Infolge der Machtergreifung durch die Nationalsozialisten emigrierte Marton 1933 nach Wien, wo er sich fortan als Buchverleger versuchte. Beim Anschluss Österreichs an NS-Deutschland im März 1938 floh Georg Marton zunächst nach Paris weiter, anschließend nach England. Ende März 1939 verließ er auch dieses Land und ließ sich in den Vereinigten Staaten nieder.
Marton, der dort seinen Vornamen in George anglisierte, wurde 1941 in Hollywood von der MGM als Dramaturg eingestellt. In seiner arbeitsfreien Zeit diente er sich der California State Guard an. In Kanada produzierte George Marton gleich nach Kriegsende die letzten beiden Filminszenierungen des russischen Exilregisseurs Fedor Ozep, La forteresse und Whispering City, ehe er 1949 als Agent der Twentieth Century Fox nach Paris zurückkehrte. Nach einer Produktionsassistenz zu Max Nossecks Film Kill or be Killed konzentrierte sich auf die eigene literarische Tätigkeit. In dieser Zeit lieferte er kaum noch Beiträge für die Filmindustrie. Sein Spionageroman Catch Me a Spy (veröffentlicht 1969) wurde 1970 mit Kirk Douglas verfilmt.

## Filmografie
- 1946: La forteresse (Produktion)
- 1947: Whispering City (Produktion)
- 1950: Kill or be Killed (Produktionsassistenz)
- 1968: Ein dreckiger Haufen (Play Dirty) (nur Storyvorlage)
- 1969: Spion unter der Haube (Drehbuch zu einem dt. Fernsehfilm)